# Raúl Gloodtdofsky Fernández
Raúl Gloodtdofsky Fernández (n. 1952) es un militar uruguayo, con el rango de General de División. Es, desde 2010, comandante del Grupo de Observadores Militares de las Naciones Unidas en India y Pakistán (UNMOGIP) remplazando al surcoreano Kim Moon Hwa. Raúl Gloodtdofsky ha ocupado altos cargos dentro del Ejército de Uruguay y del Ministerio de Defensa: Comandante de la División de Ejército III, jefe del Centro de Altos Estudios Nacionales y asesor presidencial, entre otros. En relación con las Naciones Unidas, Gloodtdofsky ha participado en la Misión de Estabilización de las Naciones Unidas en Haití, ha sido asesor militar en la misión permanente de Uruguay ante las Naciones Unidas entre los años 2001 y 2003, y en 2001 participó como observador militrar del UNMOGIP.